# Ofensiva de Khan al-Shih (octubre-noviembre de 2016)
 La ofensiva de Khan al-Shih (octubre-noviembre de 2016) fue una ofensiva del Ejército sirio en la Gobernación del Rif Dimashq que se lanzó a principios de octubre de 2016, como parte de la Guerra Civil Siria .  Su objetivo era tomar el control de la parte rebelde de Ghouta occidental.  El principal bastión rebelde en la región era la ciudad de Khan al-Shih. 

## La ofensiva
La ofensiva se lanzó el 1 de octubre de 2016, y el Ejército tomó el control de 10 kilómetros de tierras de cultivo alrededor de la ciudad de Deir Khabiyeh, al este de Khan al-Shih, dentro de las 24 horas.  Todas las tierras agrícolas de Deir Khabiyeh habían sido aseguradas para el 3 de octubre.  Diez días después, los militares tomaron una antigua base de defensa aérea al oeste de Deir Khabiyeh, rodeando parcialmente la ciudad en su lado oeste y sur.  Al día siguiente, el Ejército capturó a Deir Khabiyeh, después de lo cual se enfocaron en Khan al-Shih.
Entre el 7 y el 9 de octubre, las tropas del gobierno capturaron la fábrica de Milano Steel cerca de Al-Mokaylebah, así como el área de Al-Wadi, a un kilómetro al oeste de la ciudad, mientras avanzaban también en las afueras del noroeste de Khan al-Shih.
El 18 de octubre, se alcanzó un posible acuerdo sobre la rendición de los rebeldes en la ciudad de Zakiyah.
Para el 21 de octubre, después de avanzar en las granjas de Al-Buwaydah en las afueras del sudoeste de Khan al-Shih, las fuerzas gubernamentales rompieron las líneas rebeldes, asegurando el eje suroeste de la ciudad.  Dos días después, las granjas del noroeste de Khan al-Shih también fueron capturadas, parcialmente rodeando la ciudad.  El 24 de octubre, un rebelde contraataque en Khan al-Shih fue repelido.
El 28 de octubre, Khan al-Shih fue completamente rodeado después de que una base de defensa aérea cercana fue capturada por el Ejército y, por lo tanto, cortó la ruta de suministro de los rebeldes entre Khan al-Shih y Zakiyah.  Entre el 2 y el 3 de noviembre, las fuerzas gubernamentales avanzaron nuevamente en el área de Al-Buwaydah Farms y finalmente se apoderaron de la aldea de Al-Buwaydah el 4 de noviembre.  El 3 de noviembre murieron 33 rebeldes en la lucha.
El 5 de noviembre, los rebeldes en Khan al-Shih comenzaron a negociar para rendirse y ser evacuados del área.  Al mismo tiempo, durante las siguientes 24 horas, el Ejército lanzó alrededor de 35 bombas de barril en la ciudad.  El 6 de noviembre, las negociaciones colapsaron y el Ejército continuó con sus operaciones, tomando el control de las viviendas de defensa aérea.  Dos días después, se repelió un contraataque rebelde contra Al-Buwaydah Farms.  Luego, el Ejército procedió a tomar el control de la carretera Drosha, reforzando el sitio de Khan al-Shih, lo que dio lugar a una nueva ronda de negociaciones de rendición.
Hasta el 9 de noviembre, se habían lanzado 48 bombas de barril en Khan al-Shih y se habían disparado 23 misiles tierra-tierra en la ciudad.  El 10 de noviembre, los rebeldes lograron hacer algunos avances en el área entre Al-Buwaydah y Deir Khabiyeh.  Entre el 11 y el 13 de noviembre, se lanzaron otras 73 bombas de barril contra Khan al-Shih.  Durante este tiempo, el Ejército estableció el control de fuego en el área de Zuhair en las afueras del este de Khan al-Shih y logró asediar completamente la ciudad.  También tomaron el control de la mayor fábrica de armas rebeldes en el oeste de Ghouta, una granja de animales y Khirbet Khan al-Shih cerca de las viviendas de la Defensa Aérea.
Un nuevo contraataque rebelde en Khan al-Shih fue rechazado el 16 de noviembre.  Al día siguiente, el Ejército tomó el control de las granjas cerca de la ciudad de Mid'aani, y, al parecer, las granjas Skaik de Khan al-Shih.
El 19 de noviembre, el Ejército hizo nuevos avances con la captura del distrito de Qusur en el este de Khan al-Shih, mientras que también avanzaron de nuevo en el oeste de la ciudad.  Por la noche, se llegó a un acuerdo para que los rebeldes entregaran la ciudad.  Según los términos del acuerdo, el Ejército se retiró del distrito de Qusur que había capturado unas horas antes y entró en vigor un alto el fuego de 48 horas.  Si el alto el fuego se mantuviera, los rebeldes serían evacuados al territorio rebelde en la gobernación de Idlib . 1,000 rebeldes serían transferidos a Idlib, mientras que los que se quedaban tendrían sus casos resueltos por las autoridades sirias.
El 27 de noviembre, los rebeldes entregaron sus armas pesadas y 1,450 combatientes y 1,400 de sus familiares partieron para Idlib al día siguiente.  El 29 de noviembre, militantes de Zakiyah también entregaron el control de la ciudad al gobierno sirio y partieron hacia Idlib, mientras que los insurgentes en otras tres aldeas cercanas también acordaron retirarse de Ghouta Occidental.  El último lote de rebeldes de Khan al-Shih y de todas las aldeas cercanas se evacuó entre el 30 de noviembre y el 1 de diciembre, dejando el área firmemente bajo el control del gobierno.  